# 17-я армия (Япония)
17-я армия (яп. 第17軍) — воинское подразделение японской Императорской армии, действовавшее во время Второй мировой войны.
Сформирована 18 мая 1942 года под командованием генерала Хякутакэ. Входила в состав 8-го фронта Южной группы армий, её основной задачей было противодействие возможным высадкам союзников на оккупированных Японией Соломоновых Островах. Штаб-квартира находилась в Рабауле.
Армия участвовала в боях на Новой Гвинее, Гуадалканале, и Соломоновых островах в южной части Тихоокеанского ТВД
После назначения в конце 1942 года генерала Имамура командующим 8-м фронтом, зоной ответственности 17-й армии остались исключительно Соломоновы острова, в первую очередь Бугенвиль. В результате Бугенвильской кампании её войска оказались в ловушке. Им, лишённым подкреплений и снабжения, до конца войны пришлось прятаться в джунглях.
17-я армия фактически капитулировала перед Союзниками 8 сентября 1945. Акт о капитуляции подписали: с японской стороны — генерал-лейтенант Канда (сменивший генерала Хякутакэ после постигшего того в начале 1945 инсульта); со стороны Союзников — генерал Сэвидж.